# Släggkastning

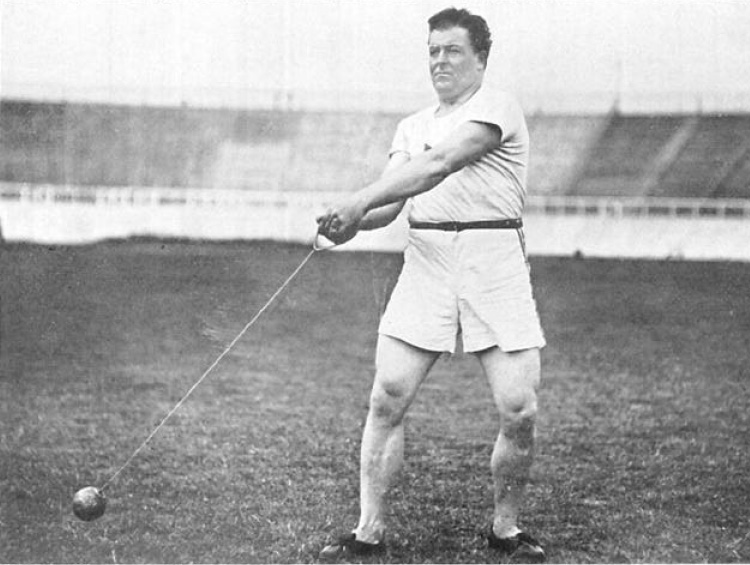
John Joseph Flanagan vid de olympiska sommarspelen 1908 i London.

Släggkastning eller slägga är en kastgren inom friidrotten där redskapet är ett tungt klot fäst i ett handtag via en vajer. Släggkastning utövas i en kastbur. Släggans vikt för herrar fastställdes 1887 till 16 pund, vilket motsvarar 7,26 kg. Damernas slägga väger 4 kg, samma vikt som vid damernas kulstötning. Diametern skall vara minst 110 mm för både damer och herrar. Ståltråden är mellan 1,175 och 1,215 meter lång.
Kastburen är 3,35 till 4,00 meter hög och har en öppning på 45°.
Släggkast har ingått i herrarnas grenar sedan OS 1900, men IAAF godkände inte släggkast som officiell kvinnogren förrän 1995. Släggkast för kvinnor stod på det olympiska programmet för första gången under OS 2000 i Sydney, ett år efter att grenen kom med i världsmästerskapen.
Gällande världsrekord för herrar sattes av Jurij Sedych med ett kast på 86,74 meter under EM i friidrott i Stuttgart 1986. Kvinnorekordet innehas av Anita Wlodarczyk, som kastade 82,29 meter den 15 augusti 2016 under OS i Rio.
Målet i slägga är att kasta så långt som möjligt. Kastet är ett resultat av farten som släggan uppnår genom att kastaren snurrar runt sin egen axel i hög hastighet. Ju snabbare släggan rör sig (vilket bestäms av kroppsrotationen och radien från kroppen ut till släggan), desto längre kommer släggan att flyga innan den landar. Sträckan som uppnås beror också på utkastets vinkel i förhållande till markplanet. 
Kastet utförs från en betongring med en diameter på 2,135 meter, som för säkerhetens skuld är placerad inne i en bur med kraftigt nät. För att ett kast ska vara giltigt, måste kastaren förbli stående inne i ringen tills släggan har landat (och därefter gå ut bakåt i ringen). Släggan måste också landa inne i kastsektorn.
Idag använder de flesta skickliga kastare två till tre förberedande svingar (bara släggan roterar) över huvudet, efterföljda av fyra fullständiga rotationer (en rotation består grovt sett av en ettbensfas (en fot i betongen, själva rotationen) och tvåbensfasen (två fötter i betongen, där släggan kan tillföras kraft).

## Rekord, män
Uppdaterat den 14 oktober 2008
| Område       | Resultat    | Tävlande           | Land          | Stad, datum               |
| ------------ | ----------- | ------------------ | ------------- | ------------------------- |
| Världsrekord | 86,74 meter | Jurij Sedych       | Sovjetunionen | Stuttgart 30 augusti 1986 |
| Afrika       | 80,63 meter | Chris Harmse       | Sydafrika     | Durban 15 april 2005      |
| Asien        | 84,86 meter | Koji Murofushi     | Japan         | Prag 29 juni 2003         |
| Europa       | 86,74 meter | Jurij Sedych       | Sovjetunionen | Stuttgart 30 augusti 1986 |
| Nordamerika  | 83,38 meter | Ethan katzberg     | Kanada        | 23 april 2024             |
| Oceanien     | 79,29 meter | Stuart Rendell     | Australien    | Varazdin 6 juli 2002      |
| Sydamerika   | 76,42 meter | Juan Ignacio Cerra | Argentina     | Trieste 25 juli 2001      |
|              |             |                    |               |                           |

### Mästerskapsrekord
| Tävling          | Resultat    | Tävlande        | Land          | Stad, datum                |
| ---------------- | ----------- | --------------- | ------------- | -------------------------- |
| Olympiskt rekord | 84,80 meter | Sergej Litvinov | Sovjetunionen | Seoul 26 september 1988    |
| VM-rekord        | 83,89 meter | Ivan Tsichan    | Vitryssland   | Helsingfors 8 augusti 2005 |
| EM-rekord        | 86,74 meter | Jurij Sedych    | Sovjetunionen | Stuttgart 30 augusti 1986  |

### 10 i topp
| Rank | Res.        | Namn               | Nation        | Datum             | Plats           |
| ---- | ----------- | ------------------ | ------------- | ----------------- | --------------- |
| 1.   | 86,74 meter | Jurij Sedych       | Sovjetunionen | 30 augusti 1986   | Stuttgart       |
| 2.   | 86,73 meter | Ivan Tikhon        | Vitryssland   | 3 juli 2005       | Brest           |
| 3.   | 86,04 meter | Sergej Litvinov    | Sovjetunionen | 3 juli 1986       | Dresden         |
| 4.   | 84,90 meter | Vadim Devjatovskij | Vitryssland   | 21 juli 2005      | Stayki          |
| 5.   | 84,86 meter | Koji Murofushi     | Japan         | 29 juni 2003      | Prag            |
| 6.   | 84,62 meter | Igor Astapkovitj   | Vitryssland   | 6 juni 1992       | Sevilla         |
| 7.   | 84,48 meter | Igor Nikulin       | Sovjetunionen | 12 juli 1990      | Lausanne        |
| 8.   | 84,40 meter | Jüri Tamm          | Sovjetunionen | 9 september 1984  | Banská Bystrica |
| 9.   | 84,19 meter | Adrián Annus       | Ungern        | 10 september 2003 | Szombathely     |
| 10.  | 83,68 meter | Tibor Gécsek       | Ungern        | 19 september 1998 | Zalaegerszeg    |

## Rekord, kvinnor
Uppdaterat den 14 oktober 2008
| Område       | Resultat    | Tävlande          | Land       | Stad, datum                 |
| ------------ | ----------- | ----------------- | ---------- | --------------------------- |
| Världsrekord | 82,98 meter | Anita Włodarczyk  | Polen      | Warszawa 28 augusti 2016    |
| Afrika       | 68,48 meter | Marwa Hussein     | Egypten    | Al-Qâhirah 18 februari 2005 |
| Asien        | 74,86 meter | Wenxiu Zhang      | Kina       | Shijiazhuang 3 augusti 2007 |
| Europa       | 82,98 meter | Anita Włodarczyk  | Polen      | Warszawa 28 augusti 2016    |
| Nordamerika  | 76,36 meter | Yipsi Moreno      | Kuba       | Warszawa 17 juni 2007       |
| Oceanien     | 71,12 meter | Bronwyn Eagles    | Australien | Adelaide 6 februari 2003    |
| Sydamerika   | 72,94 meter | Jennifer Dahlgren | Argentina  | Aten 13 april 2007          |

### Mästerskapsrekord
| Tävling          | Resultat    | Tävlande         | Land     | Stad, datum                    |
| ---------------- | ----------- | ---------------- | -------- | ------------------------------ |
| Olympiskt rekord | 82,29 meter | Anita Włodarczyk | Polen    | Rio de Janeiro 15 augusti 2016 |
| VM-rekord        | 80,85 meter | Anita Włodarczyk | Polen    | Beijing 27 augusti 2015        |
| EM-rekord        | 76,67 meter | Tatjana Lysenko  | Ryssland | Göteborg 8 augusti 2006        |

### 10 i topp
| Rank | Res.        | Namn                  | Nation      | Datum           | Plats      |
| ---- | ----------- | --------------------- | ----------- | --------------- | ---------- |
| 1,   | 82,98 meter | Anita Włodarczyk      | Polen       | 28 augusti 2016 | Warszawa   |
| 2.   | 79,42 meter | Betty Heidler         | Tyskland    | 21 maj 2011     | Halle      |
| 3.   | 77,80 meter | Tatjana Lysenko       | Ryssland    | 15 augusti 2006 | Tallinn    |
| 4.   | 77,56 meter | Tatjana Lysenko       | Ryssland    | 10 augusti 2012 | London     |
| 5.   | 77,32 meter | Aksana Miankova       | Vitryssland | 29 juni 2008    | Minsk      |
| 6.   | 77,26 meter | Gulfija Chanafejeva   | Ryssland    | 12 juni 2006    | Tula       |
| 7.   | 76,83 meter | Kamila Skolimowska    | Polen       | 11 maj 2007     | Ad-Dawhah  |
| 8.   | 76,82 meter | Martina Hrasnová      | Slovakien   | 8 juli 2008     | Reims      |
| 9.   | 76,66 meter | Olga Tsander          | Vitryssland | 21 juli 2005    | Stayki     |
| 10.  | 76,63 meter | Jekaterina Khoroshikh | Ryssland    | 14 juni 2006    | Zhukovskiy |